# Minnesota Lynx 2010
La stagione 2010 delle Minnesota Lynx fu la 12ª nella WNBA per la franchigia.
Le Minnesota Lynx arrivarono quinte nella Western Conference con un record di 13-21, non qualificandosi per i play-off.

## Roster
| N° | Naz.                   | Ruolo | Sportivo               | Anno | Alt. | Peso |
| -- | ---------------------- | ----- | ---------------------- | ---- | ---- | ---- |
| 1  | Stati Uniti (bandiera) | C     | Jessica Adair          | 1986 | 193  | 100  |
| 8  | Stati Uniti (bandiera) | A     | Rashanda McCants       | 1986 | 185  | 73   |
| 9  | Stati Uniti (bandiera) | C     | Quanitra Hollingsworth | 1988 | 196  | 91   |
| 11 | Stati Uniti (bandiera) | G     | Candice Wiggins        | 1987 | 180  | 68   |
| 13 | Stati Uniti (bandiera) | G     | Lindsay Whalen         | 1982 | 175  | 68   |
| 14 | Stati Uniti (bandiera) | G     | Alexis Hornbuckle      | 1985 | 180  | 70   |
| 20 | Spagna (bandiera)      | G     | Núria Martínez         | 1984 | 175  | 68   |
| 21 | Stati Uniti (bandiera) | AC    | Nicky Anosike          | 1986 | 188  | 95   |
| 22 | Stati Uniti (bandiera) | G     | Monica Wright          | 1988 | 180  | 81   |
| 24 | Stati Uniti (bandiera) | A     | Charde Houston         | 1986 | 180  | 86   |
| 32 | Stati Uniti (bandiera) | A     | Rebekkah Brunson       | 1981 | 191  | 79   |
| 33 | Stati Uniti (bandiera) | G     | Seimone Augustus       | 1984 | 183  | 81   |
| 44 | Stati Uniti (bandiera) | A     | Kristen Mann           | 1983 | 188  | 82   |
| 44 | Romania (bandiera)     | A     | Gabriela Mărginean     | 1987 | 185  | 74   |
| 99 | Mali (bandiera)        | A     | Hamchétou Maïga        | 1978 | 188  | 73   |

## Staff tecnico
- Allenatore: Cheryl Reeve
- Vice-allenatori: Jim Petersen, Shelley Patterson
- Preparatore atletico: Chuck Barta
- Preparatore fisico: Keith Uzpen